# Felicia Gordon
Pour les articles homonymes, voir Gordon.
Felicia Gordon est une historienne britannique spécialisée sur l'histoire des femmes et le féminisme en France.

## Biographie
En 1992, Felicia Gordon est professeure de civilisation française au Wolfson College à Cambridge. En 2008, elle rejoint l'université Anglia Ruskin. Elle travaille sur l’histoire des femmes françaises, le féminisme dans ses dimensions sociales, historique et politique ainsi que sur l’histoire de la médecine.
En 1990, Felicia Gordon publie The integral feminist--Madeleine Pelletier, 1874-1939. Il s'agit d'une biographie de Madeleine Pelletier, psychiatre féministe française. Felicia Gordon étudie les écrits de Madeleine Pelletier notamment ses récits de voyage. Elle voyage comme elle l'entend. Elle ne cède pas aux normes de genre imposées aux femmes. En 1921, elle part six semaines en Russie, sans passeport. Elle est tiraillée entre son envie d'indépendance et le fait qu'elle dépend pour sa propre sécurité de sympathisants bolchéviques. Cet ouvrage n'est pas publié en français.
En 1996, elle publie avec Maire CROSS, Early French Feminisms, 1830-1940. Il s'agit d'une anthologie de textes de cinq féministes françaises : Jeanne Deroin, Pauline Roland, Hélène Brion, Flora Tristan et Madeleine Pelletier.
En 2014, Felicia Gordon publie Constance Pascal (1877-1937). Authority, Femininity and Feminism in French Psychiatry. Constance Pascal est la première psychiatre à diriger un asile en France. Elle interdit les châtiments corporels et les camisoles de force. L'ouvrage de Felicia Gordon est à la fois une histoire de la psychiatrie et du combat d'une femme pour exercer son métier. À cela, Felicia Gordon ajoute des éléments biographiques. Constance Pascal entretien une relation tenue secrète avec un général. En 1916, elle accouche d'une petite fille Jeanne qu’elle adopte en la faisant passer pour une orpheline de guerre. Cet ouvrage est publié en français en 2023.

## Publications
- (en) Early French feminisms, 1830-1940 : a passion for liberty, Cheltenham, E. Elgar, 1996, 278 p.
- (en) The integral feminist : Madeleine Pelletier, 1874-1939, Cambridge, Polity press, 1990
- (en) Marie Madeleine Jodin, 1741-1790 : actress, philosophe and feminist, Aldershot, Ashgate, 2001, 224 p. (ISBN 0-7546-0224-9)
- Constance Pascal, 1877-1937 : une pionnière de la psychiatrie française [« Constance Pascal, 1877-1937 : authority, femininity and feminism in French psychiatry »]  (trad. Danièle Faugeras), Paris, Des Femmes, 2023, 335 p. (ISBN 978-2-7210-1188-6)

## Liens
- Notices d'autorité :   - VIAF
  - ISNI
  - BnF (données)
  - Israël